# ブライユ・ディア
ブライユ・ディア（Boulaye Dia、1996年11月16日 - ） は、フランス・オヨナ出身のセネガルのサッカー選手。USサレルニターナ1919所属。セネガル代表。ポジションはFW。

## 経歴

### クラブ
フランス全国選手権2（4部相当）のジュラ・スッド・フットでキャリアをスタート。
2018年7月16日、リーグ・アンのスタッド・ランスに移籍。10月20日のアンジェSCO戦でプロデビューを果たした。10月25日のモンペリエHSC戦では、ランスにとって1978年のサンティアゴ・サンタマリア以来となるリーグ・アンでのハットトリックを達成した。
2021年7月13日、スペイン・プリメーラ・ディビシオンのビジャレアルCFに移籍。8月11日の2021 UEFAスーパーカップで加入後初出場。
2022年8月18日、USサレルニターナ1919にレンタル移籍。2023年6月30日、買取オプションが行使され完全移籍。

### 代表
フランスで生まれ育ったが、セネガルにルーツを持つため、セネガル代表でのプレーを選択した。2020年10月1日にセネガル代表初招集。10月9日、モロッコ代表とのフレンドリーマッチでセネガル代表デビュー。

## 代表歴

### 出場大会
- セネガル代表
  - 2022 FIFAワールドカップ

### 試合数
- 国際Aマッチ 26試合 6得点（2020年-）[8]

| セネガル代表 | 国際Aマッチ | 国際Aマッチ |
| 年           | 出場        | 得点        |
| ------------ | ----------- | ----------- |
| 2020         | 3           | 0           |
| 2021         | 6           | 1           |
| 2022         | 14          | 3           |
| 2023         | 3           | 2           |
| 2024         |             |             |
| 通算         | 26          | 6           |

## タイトル

### 代表
セネガル代表
- アフリカネイションズカップ: 2021[9]